# Tentative d'assassinat de Sheikh Hasina
La tentative d'assassinat de Sheikh Hasina est la tentative d'assassinat de la première ministre du Bangladesh Sheikh Hasina par le Harkat-ul-Jihad-al-Islami Bangladesh le 21 juillet 2000 dans le district de Gopalganj. Les autorités ont trouvé les explosifs à l'avance et ont déjoué la tentative d'assassinat.

## Contexte
Selon Mamtaz Begum, le juge dans l'une des affaires, les accusés étaient motivés par la conviction que Sheikh Hasina était contre l'islam. Les islamistes du Bangladesh s'opposent à Sheikh Hasina en raison de son soutien à la laïcité.

## Tentative d'assassinat
Le 21 juillet 2000, Sheikh Hasina, alors première ministre du Bangladesh, devait prendre la parole lors d'un rassemblement dans l'Upazila de Kotalipara, dans le district de Gopalganj. La police a découvert une bombe à retardement pesant 76 kg à 15 mètres de la scène où Sheikh Hasina devait prendre la parole. Le rassemblement devait avoir lieu au Sheikh Lutfor Rahman Ideal College.

## Enquête et procès
Le 24 juillet 2000, la police bangladaise a fait une descente dans une maison louée par Mufti Abdul Hannan, le chef du Harkat-ul-Jihad-al-Islami Bangladesh. La police a saisi une grande quantité d'explosifs dans la maison. L'officier responsable du poste de police de Gopalganj, Aminur Rahman, a rempli deux dossiers sur la tentative d'assassinat aux explosifs et aux armes respectivement. L'enquête sur l'affaire a été reprise par le Criminal Investigation Department (en). Le 2 novembre 2001, ils ont porté plainte contre six personnes, dont Hannan. Des accusations ont été déposées devant le juge du district et des sessions de Gopalganj le 1er juillet 2001. Le 13 novembre 2003, l'enquête a été transférée au Speedy Trial Tribunal-4. Le 31 décembre 2003, le juge Mohammad Jahangir Alam Mollah a prononcé le verdict dans cette affaire. Il a condamné Hannan à mort et acquitté cinq autres personnes (Hasmat Ali Kazi, Mahmud Azahar, Mehedi Hassan, Mofizur Rahman et Shah Newaz).
Le 12 avril 2017, Hannan a été pendu pour la tentative d'assassinat du haut-commissaire britannique au Bangladesh lors de l' attentat de Shah Jalal (en)  en 2004. En août 2010, la deuxième affaire a été transférée au tribunal de première instance Speedy du juge du district et des sessions de Gopalganj. Le juge Mamtaz Begum, du Speedy Trial Tribunal-2, a rendu le verdict dans l'affaire le 20 août 2017. Elle a ensuite condamné les accusés à mort, deux ont été condamnés à la réclusion à perpétuité, deux à 14 ans d'emprisonnement et dix ont été acquittés.